# Tsuma
Tsuma (妻, lit. esposa) (bra: A Esposa) é um filme de drama japonês de 1953 dirigido por Mikio Naruse. É baseado no romance Chairo no me (1950) da escritora japonesa Fumiko Hayashi.

## Sinopse
Toichi e Mineko estão casados há dez anos e ambos estão infelizes nesse relacionamento. Mineko lamenta o pouco dinheiro que possuem e a apatia de Toichi tem com ela, ao mesmo tempo que ela defende não querer constituir uma família com seu marido. Para compensar o salário baixo de Toichi, Mineko vende itens de tricô e aluga partes de sua casa para outros inquilinos, como a família Matsuyama e Tadashi, um artista solteiro. Um dia, a Sra. Matsuyama, cansada de viver com seu marido desempregado, se muda, deixando-o sozinho.
Toichi e sua colega de escritório Fusako, uma viúva e mãe solteira, começam a desenvolver sentimentos íntimos um pelo outro. Quando Fusako larga seu emprego e volta para sua família residente de Osaka, Toichi a encontra durante sua viagem de negócios e passa a noite com ela em um ryokan local. De volta a Tóquio, Toichi confessa sua infidelidade a Mineko, ao que ela responde que não concordará em assinar um divórcio. Enquanto Setsuko, amiga próxima de Mineko, a culpa por seu distanciamento e egoísmo pelo estado atual que se encontra, sua irmã mais nova, Yoshimi, que rejeita a ideia de casamento, a chama de antiquada.
Fusako, com a intenção de abrir uma loja de roupas com uma amiga, retorna a Tóquio e se encontra com Toichi, dizendo que o ama. Mineko visita Fusako depois de encontrar seu endereço na jaqueta de Toichi e a repreende por seu comportamento. Fusako, desolada, escreve uma carta para Toichi na qual declara que não o verá novamente. Na última cena, Toichi e Mineko contemplam novamente seu casamento infeliz em monólogos internos, assim como faziam no início do filme.

## Elenco
- Ken Uehara como Toichi
- Mieko Takamine como Mineko
- Yatsuko Tan’ami como Fusako
- Sanae Takasugi como Setsuko
- Rentarō Mikuni como Tadashi
- Michiyo Aratama como Yoshimi
- Chieko Nakakita como Eiko Matsuyama, a Sra. Matsuyama
- Hajime Izu como Sr. Matsuyama
- Yoshiko Tsubouchi como Taeko

## Temas
Tsuma foi o terceiro de uma série de seis filmes de Naruse baseados nas obras da escritora Fumiko Hayashi, realizados entre 1951 a 1962. Assim como Meshi, o tema de Tsuma envolvia um casal infeliz e preso um ao outro. Como a colaborada de longa data de Naruse, Hideko Takamine, recusou o papel de Mineko, Mieko Takamine assumiu o papel no filme.

## Recepção
A biógrafa de Naruse, Catherine Russell, chamou Tsuma de um "melodrama forte" com uma "visão sombria da vida de casado", na qual mostra simpatia por ambos os cônjuges, Toichi e Mineko. Para Russell, o filme "tocou um ponto sensível na sociedade contemporânea", citando visões opostas dos críticos que viam a culpa do fracasso do casamento atribuída ou a esposa ou ao marido.
Em um ensaio para o British Film Institute, o crítico de cinema Brad Stevens intitulou Tsuma de "uma obra que implica que os indivíduos que vivem à margem da sociedade podem ser mais felizes do que aqueles que têm medo de se aventurar além do mainstream", e uma "obra-prima inesgotável" que "merece ser ser mais conhecida".